# Kaplica Matki Bożej Częstochowskiej w Borównie
Kaplica Matki Bożej Częstochowskiej w Borównie (daw. Kaplica Ildefonsa) – rzymskokatolicka kaplica wotywna parafii Najświętszego Serca Pana Jezusa w Czarnym Borze, wzniesiona na wysokości 590 m n.p.m. przy drodze polnej prowadzącej do Krzeszowa w diecezji legnickiej.

## Historia

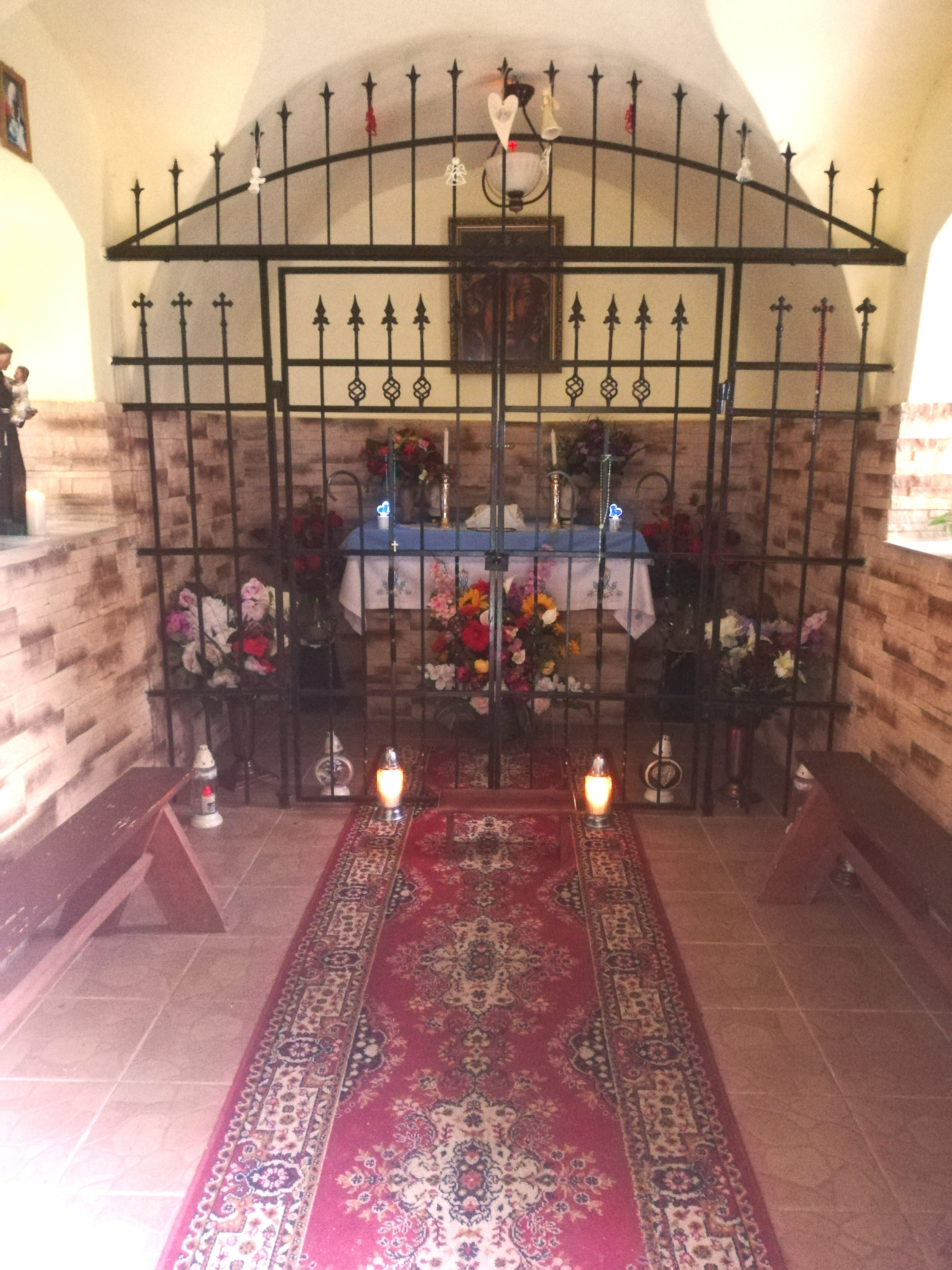
Wnętrze kapliczki

Pierwotna nazwa kaplicy pochodzi od imienia budowniczego Ildefonsa Reuschela (1742–1823), urodzonego w pobliskim Czadrowie, ostatniego, przed sekularyzacją klasztoru (1810), opata krzeszowskiego. Informację o budowniczym można wyczytać z fasady kaplicy - Hoc Capella Venerationi Mariae Virginis Ildephonsus Abbas Grissoviensis Exstruxit (tę kaplicę dla uczczenia Najświętszej Maryi Dziewicy wybudował Ildefons opat z Krzeszowa). Datę budowy kaplicy można też zobaczyć w tym łacińskim zapisie na podstawie zachowanych dwukrotnie większych liter wyróżnionych w teksie, będących jednocześnie liczbami, czyli 1801 r. To, że kaplica pochodzi z tego okresy potwierdzają też gwiazdki w trzecim rzędzie napisu, charakterystyczne dla kończącego się w 1800 r. stylu klasycystycznego. 
Pierwszy kapitalny remont przeprowadzono w 1883 r. Zdjęto wówczas pokrycie łupkowe dachu, wymieniono krokwie, a dach pokryto dachówkami. Umieszczono we wnętrzu kaplicy ozdobny obraz, ufundowany przez rodzinę Ullrichów z Borówna na pamiątkę śmierci ich ojca, który pracował jako górnik w pobliskich Gorcach. Na obrazie znajdował się napis: „Obraz pamiątkowy upamiętniający górnika Reinholda Ullricha, ur. 28 listopada 1873 roku, zm. 30 marca 1909 roku”. Obraz ten zabrali ze sobą w 1947 r. dotychczasowi mieszkańcy Borówna wysiedleni do Niemiec. Po II wojnie światowej umieszczono w kapliczce obraz Matki Bożej Częstochowskiej. Co roku we wspomnienie Matki Bożej Częstochowskiej (26 sierpnia) odprawiana jest msza św. odpustowa. W latach 2006–2007 przeprowadzono generalny remont kapliczki. 